# Leucoptera caffeina
Espèce
Leucoptera caffeina, Washbourn (chenille mineuse du caféier), est une espèce d'insectes lépidoptères (papillons) de la famille des Lyonetiidae, ravageurs de diverses espèces du genre Coffea.

## Première publication
R. Washbourn, On the Distribution of Leucoptera Daricella (Meyr.) with the Description of a New Leaf-Miner from Coffee, Bulletin of Entomological Research (1940), 30: 455-462 Cambridge University Press 1940 DOI 10.1017/S0007485300040633